# ناحية قسري

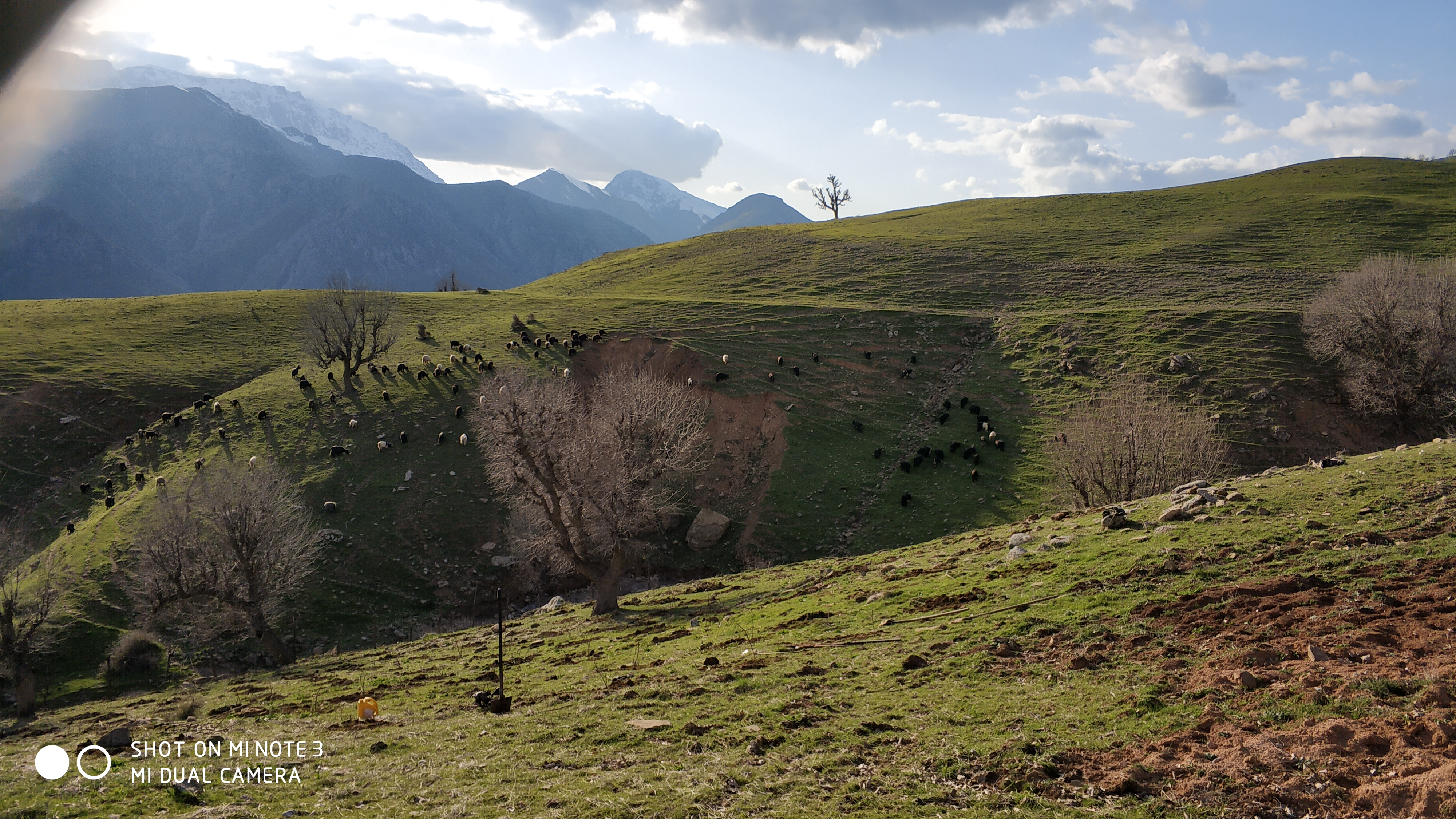
التلال خلف قصر

ناحية قسري وهي إحدى نواحي قضاء جومان في محافظة أربيل في العراق والتي تقع على الحدود العراقية الإيرانية